# Herzogtum Sachsen-Gotha-Altenburg
Das Herzogtum Sachsen-Gotha-Altenburg war ein ernestinisches Herzogtum des Römischen-Deutschen Reichs auf dem Gebiet des heutigen Bundeslandes Thüringen. 1806 trat Sachsen-Gotha-Altenburg dem Rheinbund und 1815 dem Deutschen Bund bei.
Das Aussterben der Dynastie Sachsen-Gotha-Altenburg im Jahr 1825 führte zur Aufteilung: Sachsen-Gotha fiel an
Sachsen-Coburg-Saalfeld und Sachsen-Altenburg kam zum Herzog von Sachsen-Hildburghausen, der das kleine Hildburghausen an das Herzogtum Sachsen-Meiningen abgab.

## Entstehung des Herzogtums
Das Haus Sachsen-Gotha-Altenburg führt sich auf Herzog Ernst I., den Frommen von Sachsen-Gotha (lebte 1601 bis 1675) zurück. Dieser war ein jüngerer Sohn des Herzogs Johann von Sachsen-Weimar. 1640 teilte Ernst der Fromme mit seinen Brüdern das väterliche Erbe auf (Ernestinische Teilung), Sachsen-Gotha wurde dabei von Sachsen-Weimar abgetrennt und an Ernst den Frommen übergeben. 1672 starb in Sachsen-Altenburg die dortige Herzogsfamilie aus, das Land wurde daraufhin zwischen Sachsen-Weimar und Sachsen-Gotha geteilt, wobei Sachsen-Gotha den Löwenanteil erhielt. So war das Herzogtum Sachsen-Gotha-Altenburg entstanden, und die Familie Ernst des Frommen nannte sich ab diesem Zeitpunkt nach ihrem Herzogtum.
1680, fünf Jahre nach dem Tode Ernst des Frommen, kam es unter seinen Kindern zu einer erneuten Landesteilung (Gothaer Hauptrezess), bei der das Gebiet auf sieben Herzogtümer aufgeteilt wurde. Sachsen-Altenburg und Sachsen-Gotha blieben dabei in einer Hand und wurden an den ältesten Sohn Ernst des Frommen Friedrich I. vergeben. Friedrich behielt bei der Teilung die Ämter Gotha, Tenneberg, Wachsenburg, Ichtershausen, Georgenthal, Schwarzwald, Reinhardsbrunn, Volkenroda, Oberkranichfeld, Altenburg, Leuchtenburg und Orlamünde. Der aus diesen Ämtern geformte Staat nannte sich Sachsen-Gotha-Altenburg. Er bestand aus drei größeren, nicht zusammenhängenden Gebieten um Gotha, Kahla und Altenburg sowie sechs kleineren Exklaven. Als Residenz diente Friedrich weiterhin das vom Vater erbaute Schloss Friedenstein in Gotha. 
Mit dem Tod des kinderlosen Herzogs Christian von Sachsen-Eisenberg im Jahr 1707 erlosch das 1680 durch den Gothaer Hauptrezess entstandene Herzogtum Sachsen-Eisenberg und fiel mit seinen vier Ämtern Eisenberg, Camburg, Roda und Ronneburg an Sachsen-Gotha-Altenburg zurück.

## Aussterben und Nachfolger
Die letzten beiden Herrscher aus dem Geschlecht Sachsen-Gotha-Altenburg starben ohne männlichen Nachfolger. Herzog August hatte nur eine Tochter, Herzog Friedrich IV., der wegen Krankheit kaum regierte, starb unverheiratet und kinderlos. Nach seinem Tode folgten langwierige Erbstreitigkeiten unter den übrigen ernestinischen Fürstenhäusern, die schließlich durch einen Schiedsspruch König Friedrich August I., des Gerechten von Sachsen gelöst wurden.
Sachsen-Gotha-Altenburg wurde 1825/26 geteilt (Teilungsvertrag zu Hildburghausen), Sachsen-Altenburg fiel an den Herzog von Sachsen-Hildburghausen, während Sachsen-Gotha an den Herzog von Sachsen-Coburg-Saalfeld fiel, der allerdings auf Sachsen-Saalfeld verzichten musste, so dass das neue Doppelherzogtum Sachsen-Coburg und Gotha entstand.

## Herzöge von Sachsen-Gotha-Altenburg

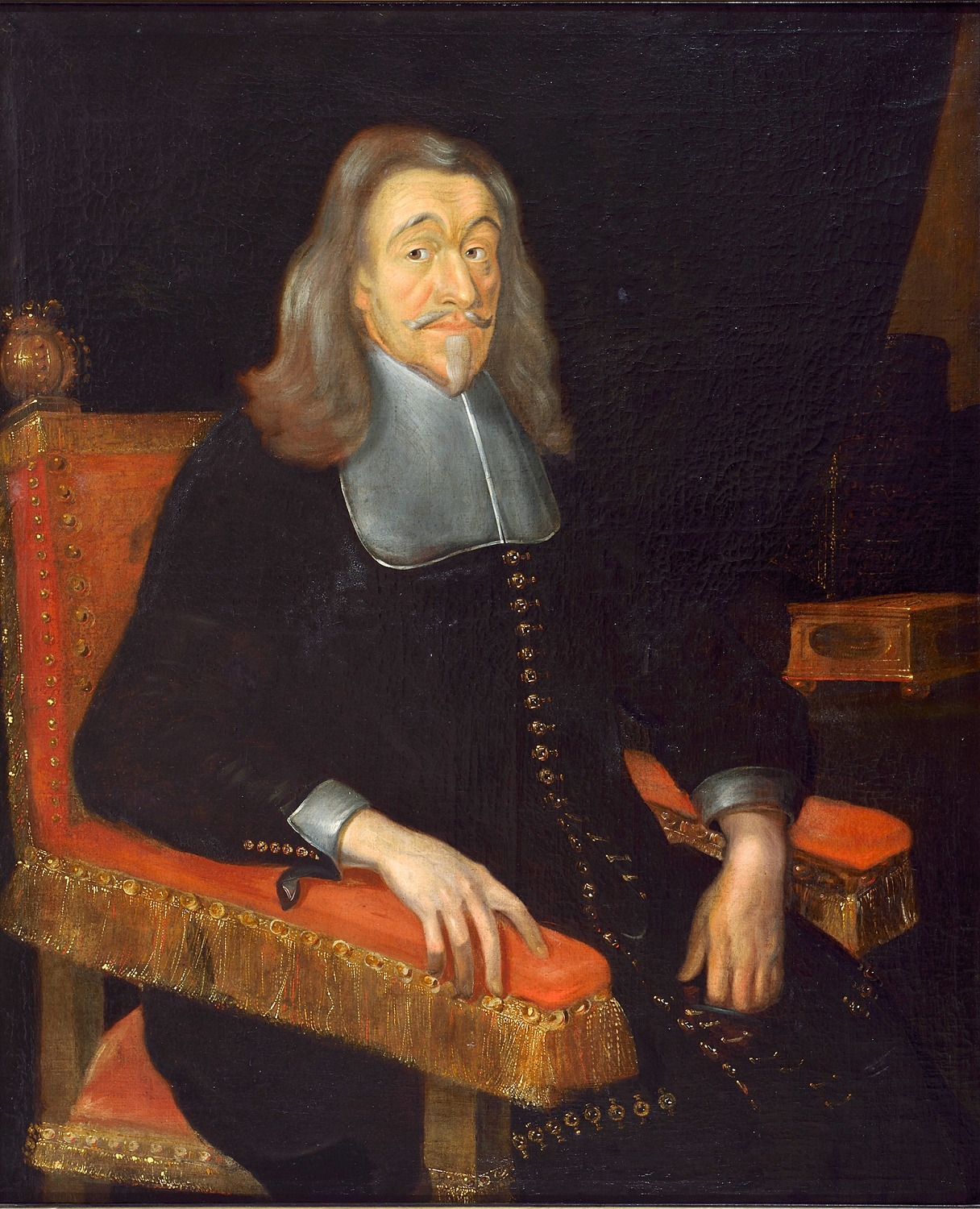
Herzog Ernst I., der Fromme, von Sachsen Gotha (1601–1675)

Name, Lebensdaten, Regierungsdaten, verheiratet mit
- Ernst I. von Sachsen Gotha (1601–1675), 1640–1675, Elisabeth Sophia, geb. Prinzessin von Sachsen-Altenburg
- Friedrich I. (1646–1691), 1675–1691, in erster Ehe mit Magdalena Sybille, geb. Prinzessin von Sachsen-Weißenfels, in zweiter Ehe mit Christine, geb. Prinzessin von Baden-Durlach
- Friedrich II. (1676–1732), 1691–1732, Magdalena Augusta, geb. Prinzessin von Anhalt-Zerbst
- Friedrich III. (1699–1772), 1732–1772, Luise Dorothea, geb. Prinzessin von Sachsen-Meiningen
- Ernst II. Ludwig (1745–1804), 1772–1804, Charlotte Amalie, geb. Prinzessin von Sachsen-Meiningen
- August (1772–1822), 1804–1822, in erster Ehe mit Luise Charlotte, geb. Prinzessin von Mecklenburg-Schwerin, in zweiter Ehe mit Karoline Amalie, geb. Prinzessin von Hessen-Kassel
- Friedrich IV. (1774–1825), 1822–1825, mit seinem Tode Aussterben des Hauses Sachsen-Gotha-Altenburg

## Weitere Personen
- August Friedrich Karl von Ziegesar (1746–1813), Kanzler
- Christian Wilhelm von Sachsen-Gotha-Altenburg (1706–1748), königlich polnisch-kursächsischer Generalleutnant
- Friedrich Ludwig von Sachsen-Gotha-Altenburg (1735–1756), Prinz aus der Linie Sachsen-Gotha-Altenburg der Ernestinischen Wettiner
- Johann Adolf von Sachsen-Gotha-Altenburg (1721–1799), kursächsischer General
- Johann Georg von Geismar (1682–1749), Konsistorialpräsident, Kanzler, Komitialgesandter beim Immerwährenden Reichstag
- Johann Karl von der Becke (1756–1830), Minister, Geheimes Ratskollegium 1814–1826
- Luise von Sachsen-Gotha-Altenburg (1800–1831) (1800–1831), Herzogin von Sachsen-Coburg-Saalfeld
- Siegmund Ehrenfried von Oppel (1687–1757), Kanzler, Kammerpräsident, Steuerdirektor

## Residenzen
Herzog Ernst I. von Sachsen-Gotha („Ernst der Fromme“) hatte 1640 Gotha als Hauptstadt für sein neues Herzogtum erhalten. Da sich in der Stadt keine geeignete Residenz befand, ließ er 1643–1654 das Schloss Friedenstein in Gotha errichten. Von 1677 bis 1689 ließ Herzog Friedrich I. 13 km nordwestlich von Gotha das Schloss Friedrichswerth als Lustschloss und Sommerresidenz erbauen. Zwischen 1706 und 1744 wurde die Burg Altenburg durch die Herzöge Friedrich II. und Friedrich III. zum Schloss ausgebaut. Während Camburg und Ronneburg Amtssitze blieben, diente das 1663 bis 1734 wieder aufgebaute Schloss Stadtroda zeitweise jüngeren Söhne der regierenden Herzöge als Wohnsitz. 

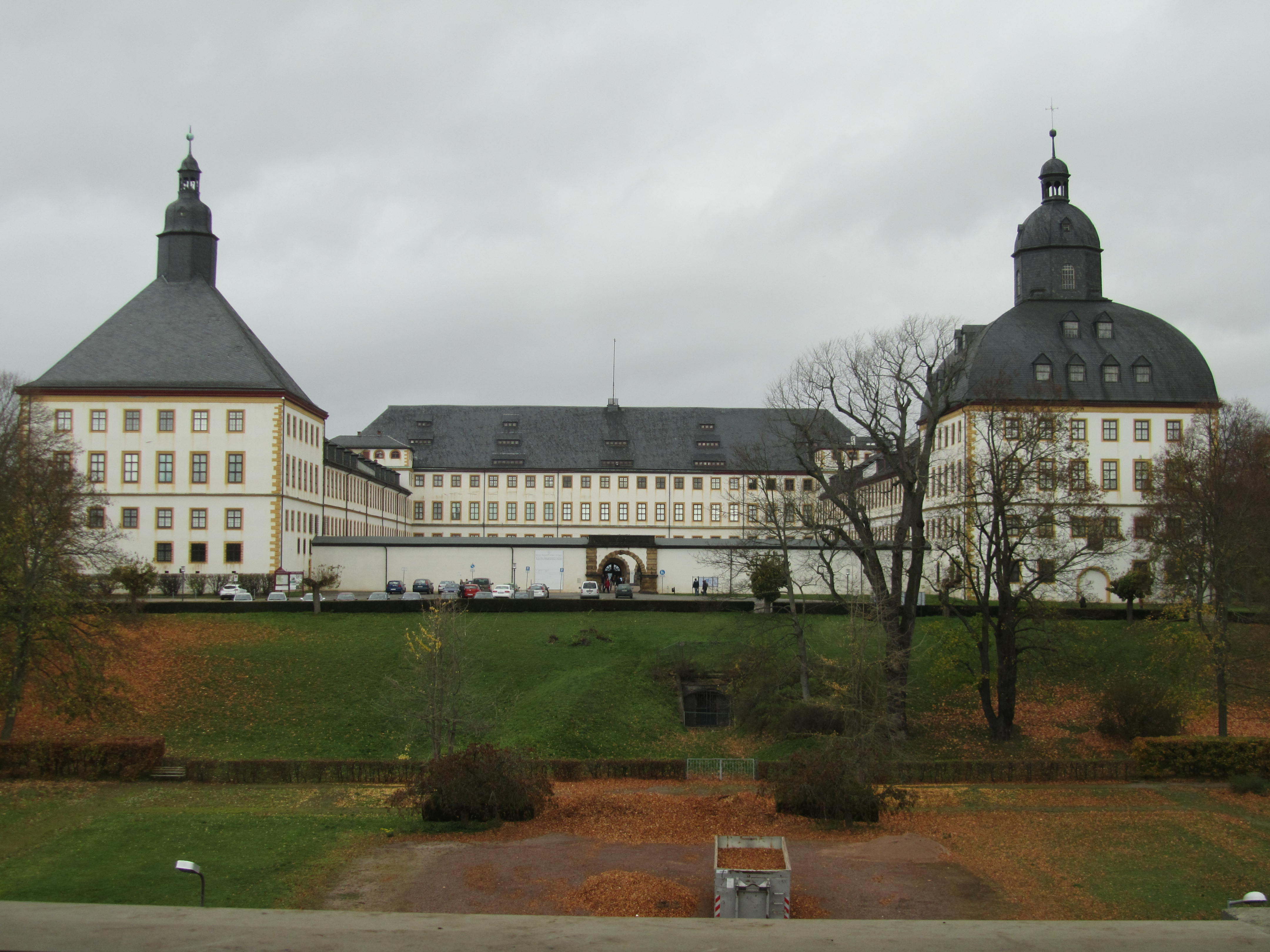
Schloss Friedenstein in Gotha
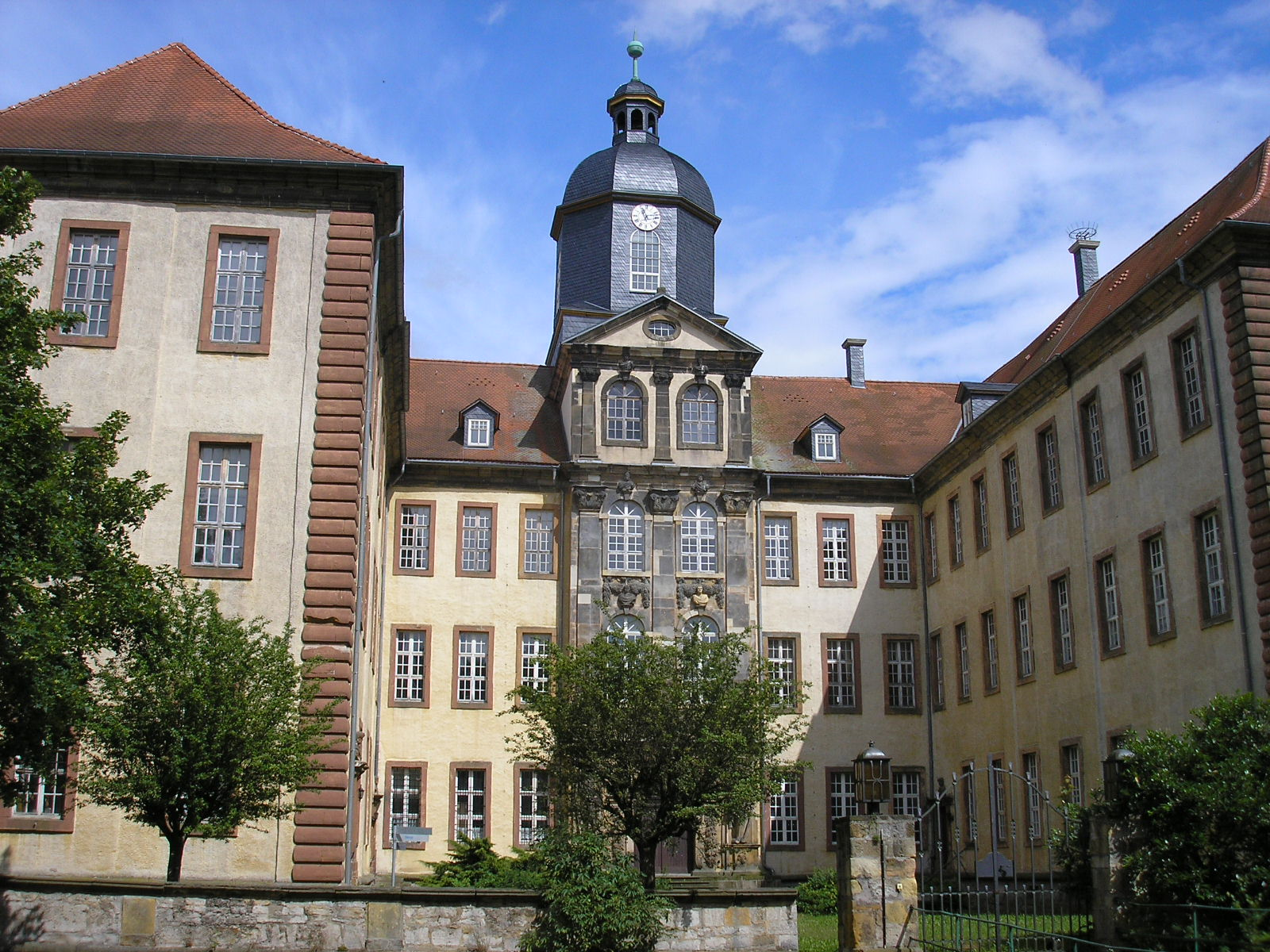
Schloss Friedrichswerth, Landkreis Gotha
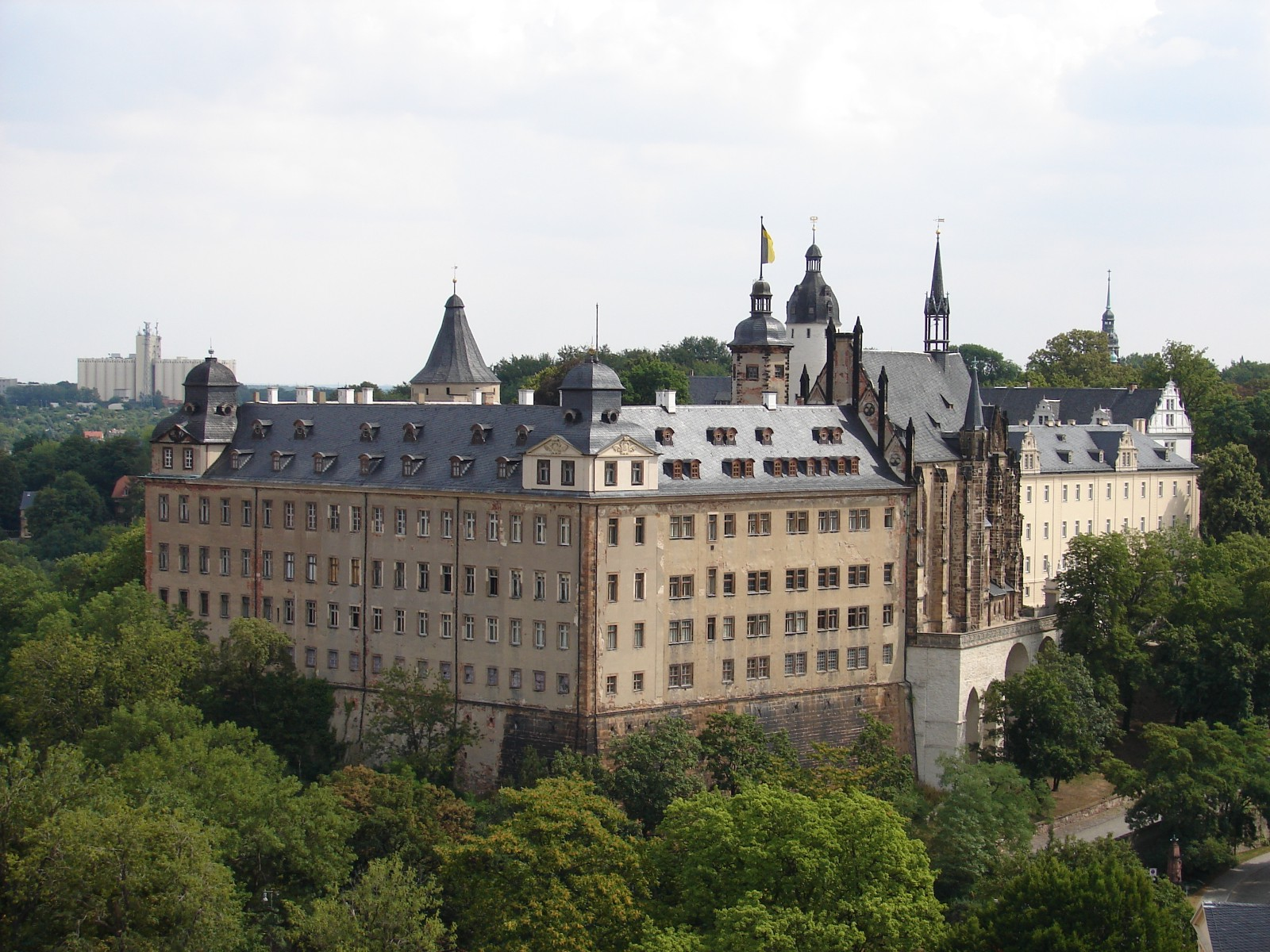
Schloss Altenburg
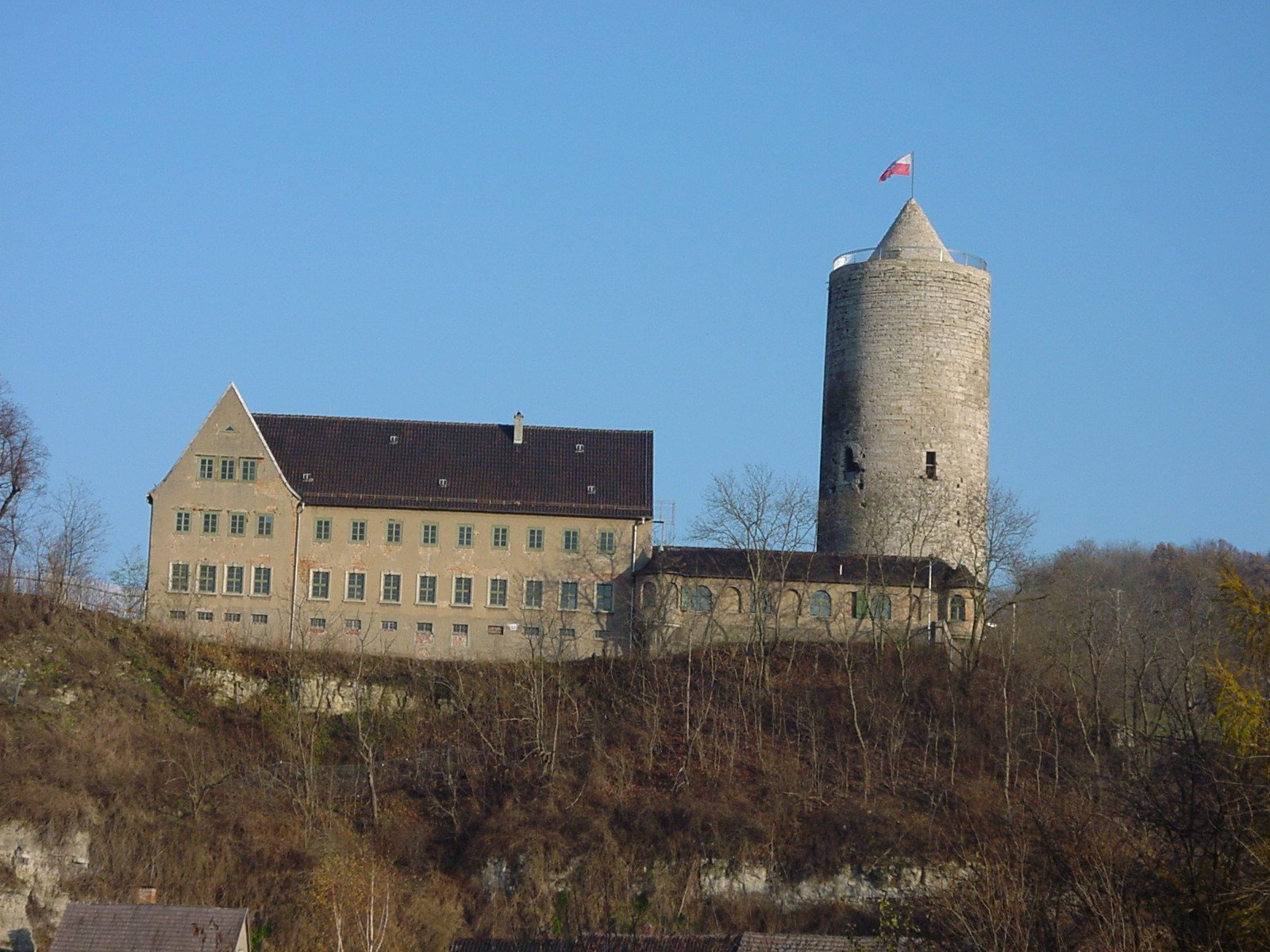
Burg Camburg, Saale-Holzland-Kreis
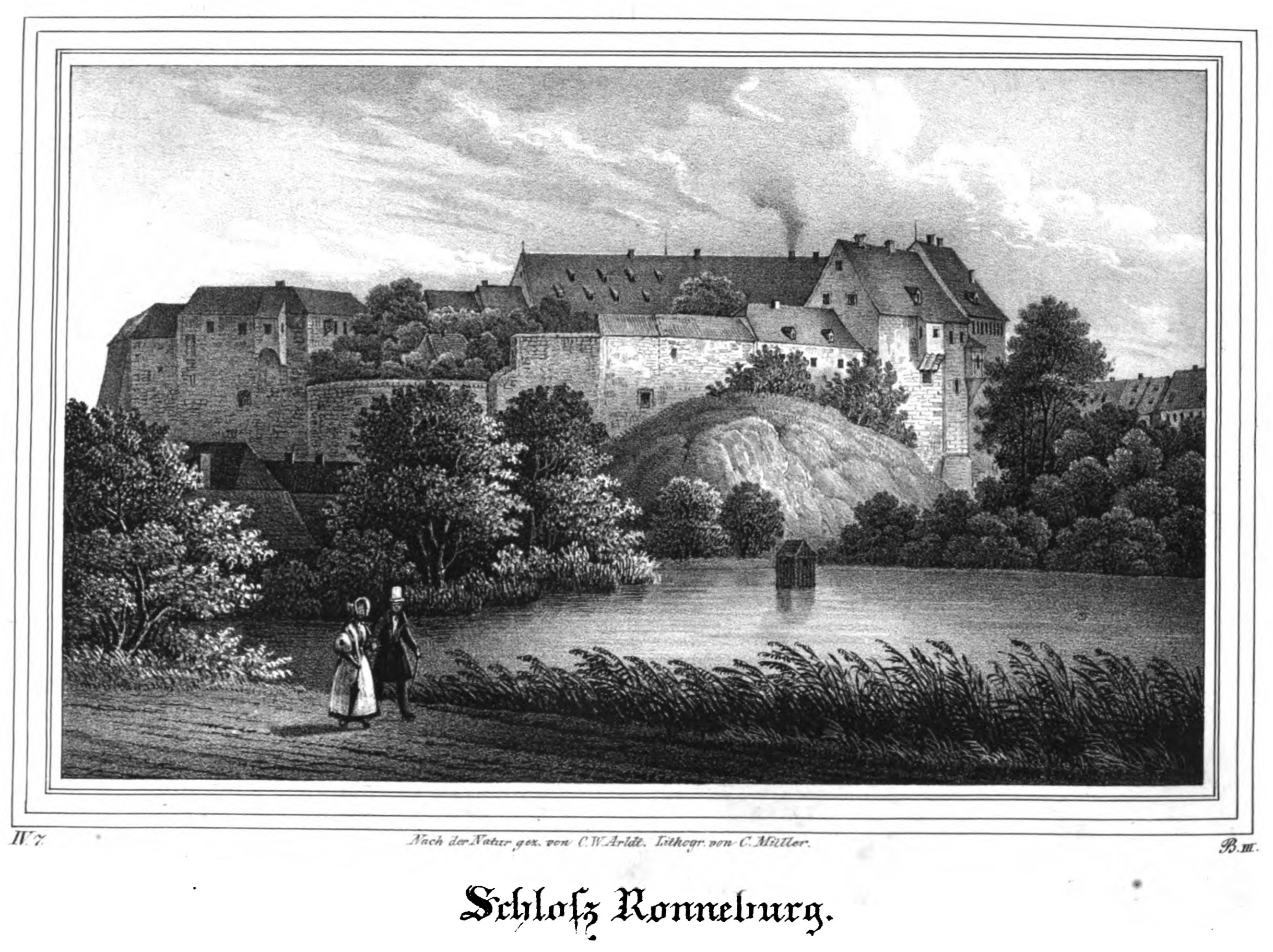
Ronneburg, Landkreis Greiz
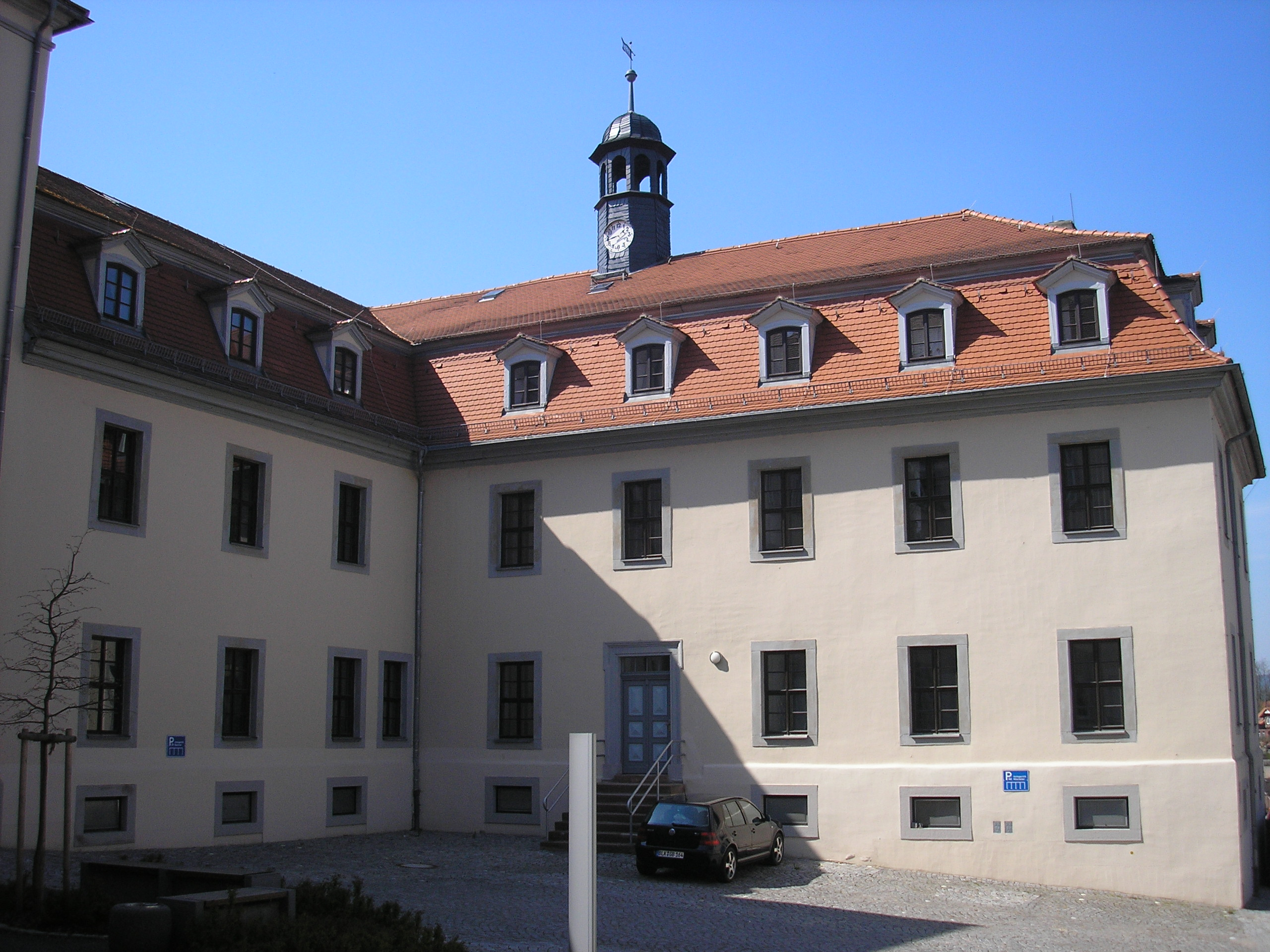
Schloss Stadtroda, Saale-Holzland-Kreis